# Павлов, Василий Александрович
Василий Александрович Павлов (1924—1969) — старший сержант Советской Армии, участник Великой Отечественной войны, Герой Советского Союза (1944).

## Биография
Родился 14 января 1924 года в Челябинске. После окончания семи классов школы и курсов киномехаников работал сначала по специальности, затем на Челябинском тракторном заводе. 
В сентябре 1941 года Павлов был призван на службу в Рабоче-крестьянскую Красную Армию. С ноября 1942 года — на фронтах Великой Отечественной войны. К сентябрю 1943 года гвардии старший сержант Василий Павлов командовал отделением роты противотанковых ружей 184-го гвардейского стрелкового полка 62-й гвардейской стрелковой дивизии 37-й армии Степного фронта. Отличился во время битвы за Днепр. 29 сентября 1943 года отделение Василия Павлова одним из первых переправилось через Днепр в районе села Мишурин Рог Верхнеднепровского района Днепропетровской области Украинской ССР и приняло активное участие в боях за захват и удержание плацдарма, отразив восемь немецких контратак и уничтожив 3 танка, 1 автомашину, 1 самоходное артиллерийское орудие.
Указом Президиума Верховного Совета СССР «О присвоении звания Героя Советского Союза генералам, офицерскому, сержантскому и рядовому составу Красной Армии» от 22 февраля 1944 года за «образцовое выполнение боевых заданий командования при форсировании реки Днепр, развитие боевых успехов на правом берегу реки и проявленные при этом отвагу и геройство» был удостоен высокого звания Героя Советского Союза с вручением ордена Ленина и медали «Золотая Звезда» за номером 5902.
В апреле 1944 года получил тяжёлое ранение, после чего на фронт уже не вернулся. В 1947 году он был демобилизован. Проживал и работал сначала в Оренбургской области, затем в селе Тамбовка Амурской области. 
Скоропостижно умер 16 августа 1969 года, похоронен в Тамбовке.
Был также награждён рядом медалей.